# Baccio d'Agnolo
Bartolomeo d'Agnolo Baglioni, anomenat Baccio d'Agnolo (Florència, 1462-1543). Fou arquitecte i escultor renaixentista italià.

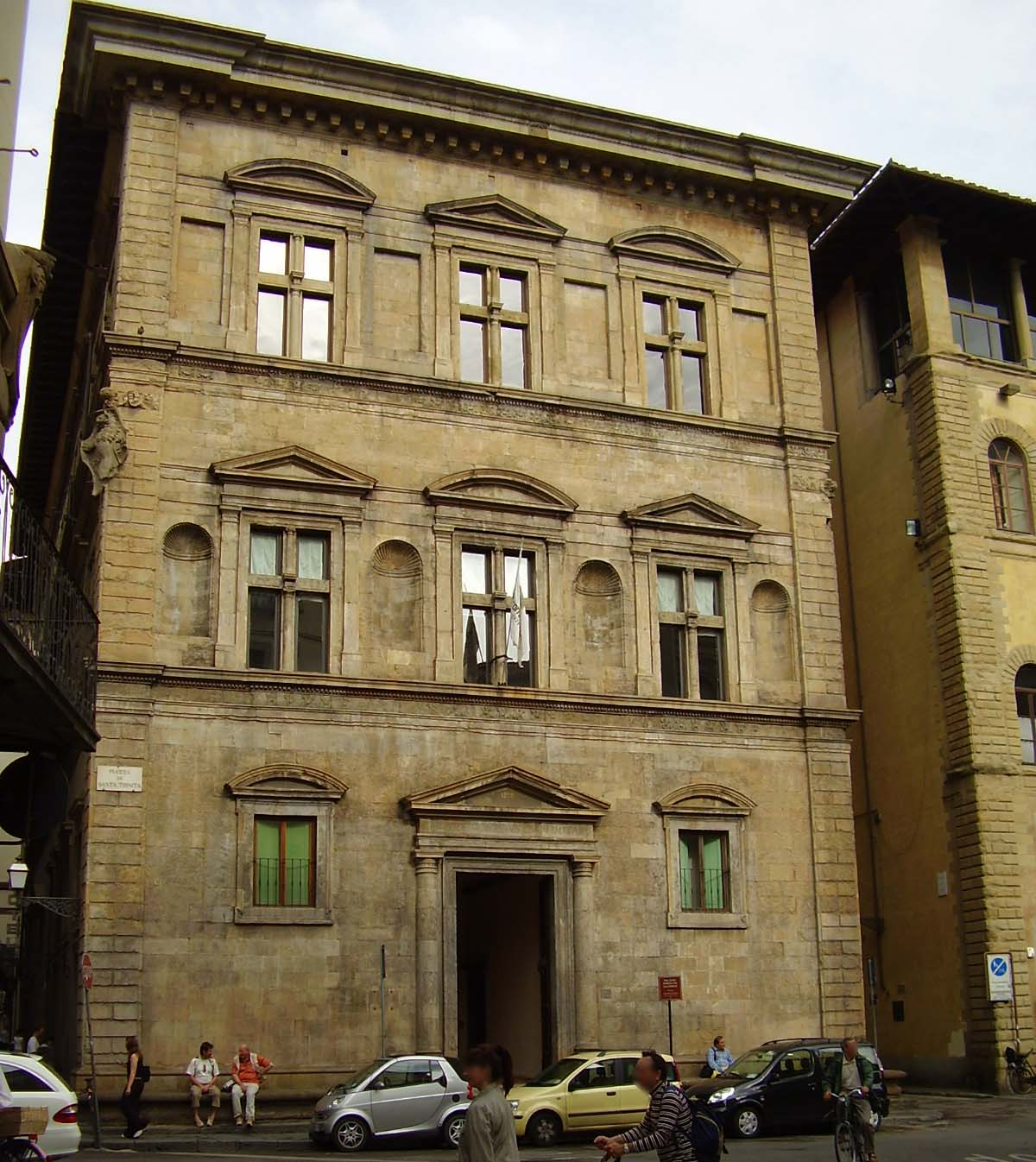
Palazzo Bartolini Salimbeni a Florència, considerat l'obra de trencament entre el renaixement i el manierisme a l'arquitectura civil florentina.

Punt d'unió entre l'arquitectura del segon Quattrocento i del classicisme del primer Cinquecento, va elaborar un estil personal, ple de plenitud.
Va col·laborar amb Antonio da Sangallo el Vell en treballs per a la Santissima Annunziata, la restauració del Palazzo Vecchio i la realització completa de la Gran Sala a Florència.
Les seves obres principals són els palaus Sertini, Taddei (1502-1503), Lanfredini i Bartolini-Salimberi (1517-1520), tots ells a Florència, així com l'església de Sant Josep, també a la ciutat toscana. És autor del Mausoleu de Baldasarre Turini a Pescia construït per albergar la Madonna del Baldacchinno de Rafael Sanzio el Palazzo Campana a Colle Val d'Elsa.
Com a escultor, la seva obra més excel·lent és el cor de fusta de Santa Maria Novella (1491-1495)i el de San'Agostino a Perugia (1502-1532).
La seva biografia es troba al volum IV de Le Vite de Giorgio Vasari.